# Bara-lacha La

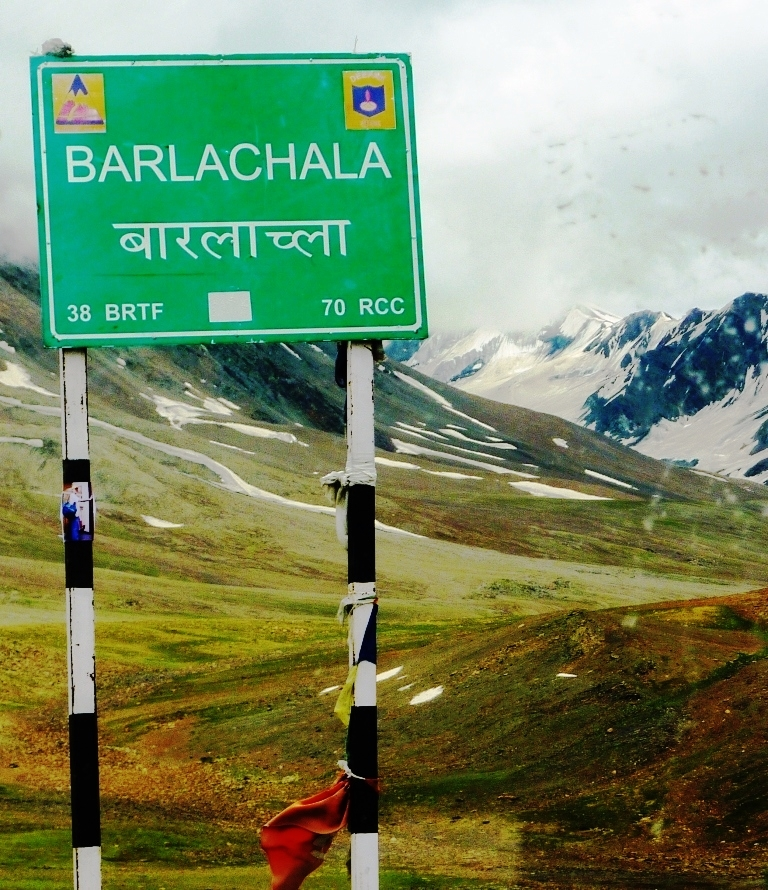
Panneau au Bara-lacha La.

Le col de Bara-lacha, en anglais Bara-lacha Pass et en tibétain Bārā Lācha La, est un important col de montagne de l'Himalaya, situé à 4 890 m d'altitude dans l'Himachal Pradesh, un État du Nord-Ouest de l’Inde.

## Géographie
Le col de Bara-lacha se trouve à la jonction des affluents qui grossissent la rivière Chenab (Chandrabhaga), issu du lac émeraude Suraj Tal (en), surnommé le « lac du Soleil ». C'est là que la rivière Bhaga, son affluent principal, prend sa source, ainsi que la rivière Chandra. Il alimente également les eaux de la rivière Yunam.

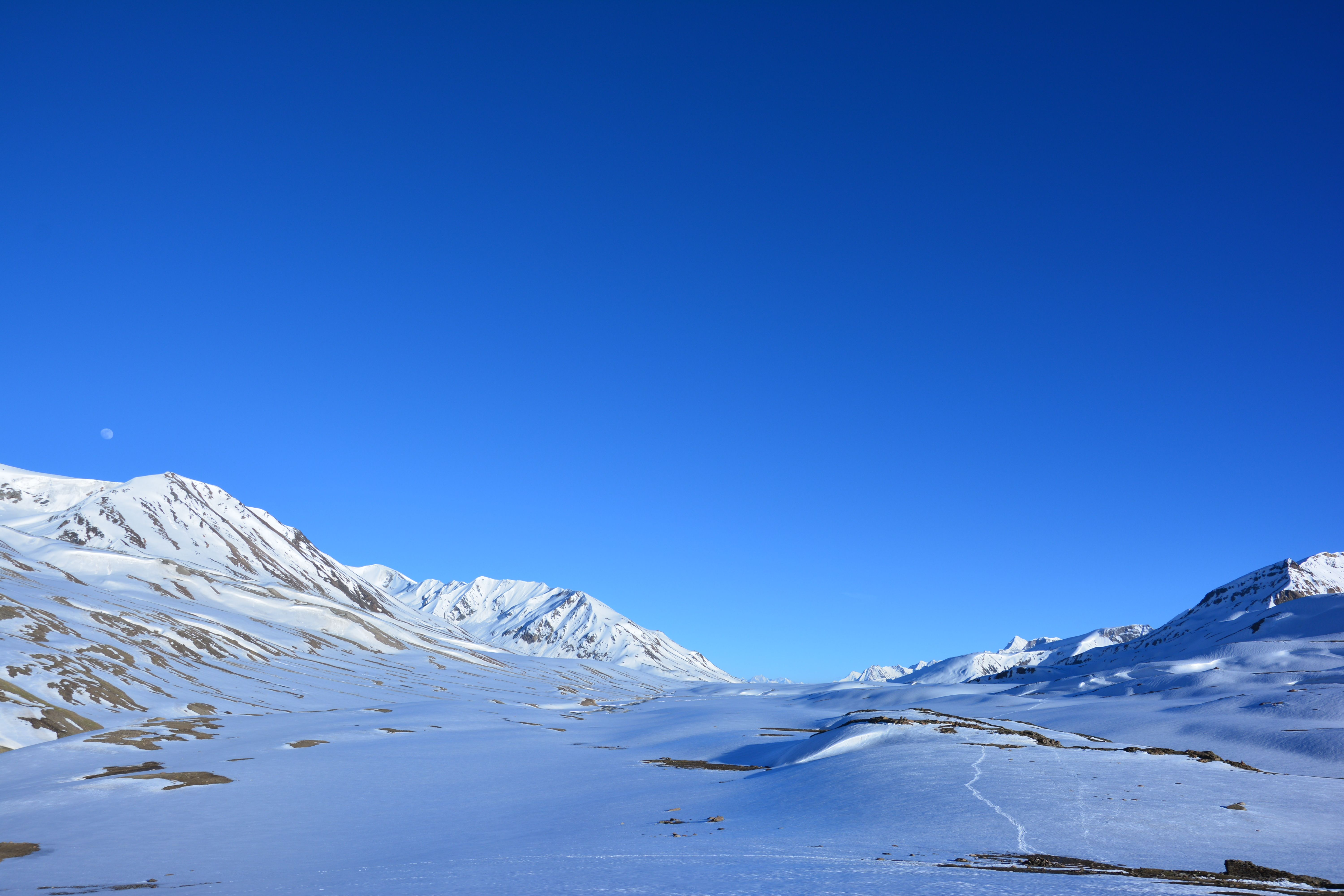
Vue du Bara-lacha La en juin.
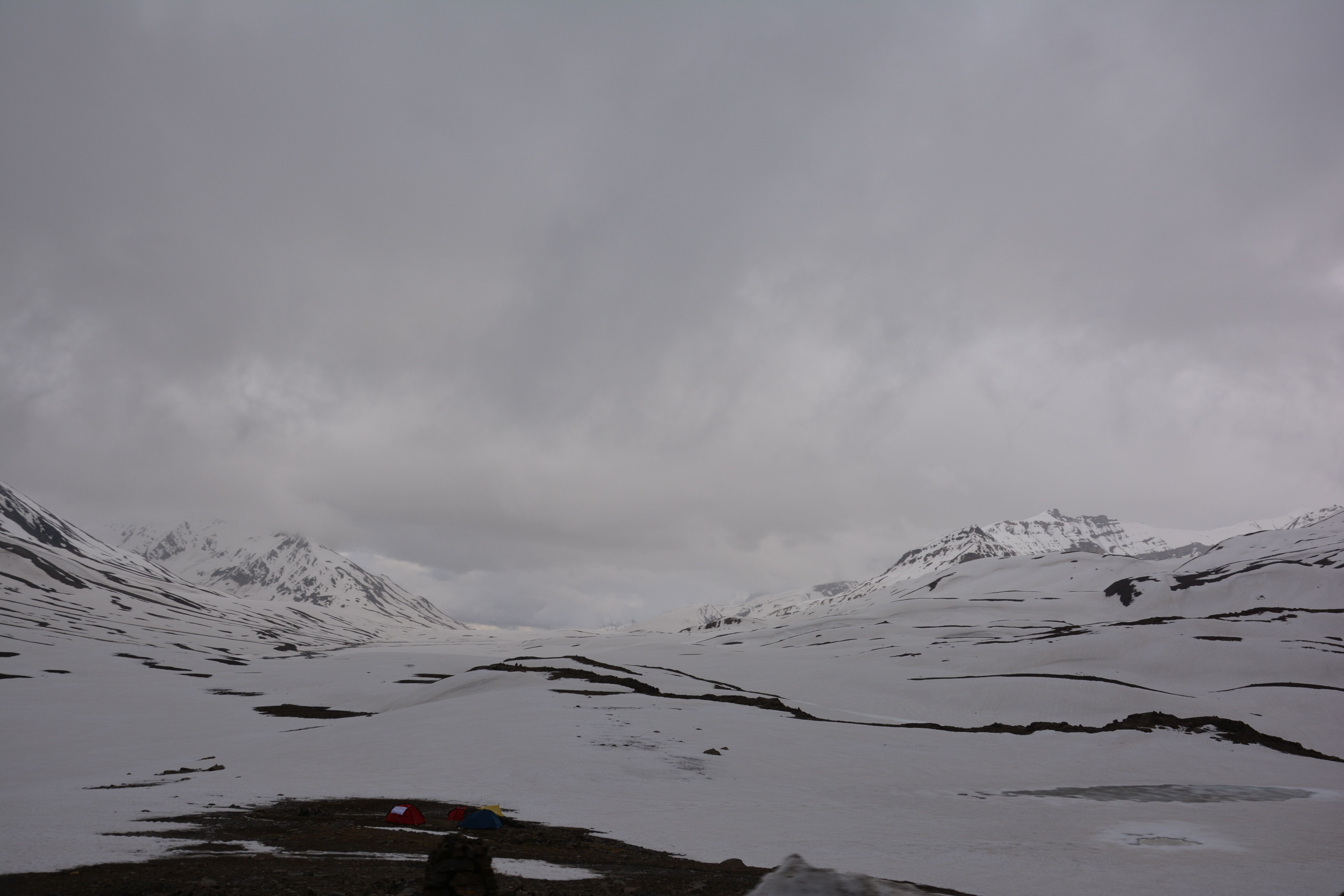
Vue du Bara-lacha La sous la neige.

Ce col de montagne élevé du Zanskar est traversé par l'axe routier qui part de Leh, la capitale du Ladakh, jusqu'à Manali de l'État de l'Himachal Pradesh. L'Inde a entrepris et continue la construction de nombreuses autoroutes nationales qui devront permettre aux six États himalayens du pays d'être connectés au reste de la nation, permettant le progrès économique de cette région mais aussi de stopper l'isolement de certains États ou régions (Arunachal Pradesh, Ladakh, Lahaul et Spiti).

## Tourisme
Un itinéraire de trekking mène du Bara-lacha La au Chandra Taal (littéralement « lac de la Lune »), situé près de la rivière Chenab (Chandrabhaga) dans la vallée de Spiti. D'une durée d'une semaine, le trekking dans cette région implique de camper et de marcher à une altitude raisonnablement élevée, et de traverser quelques rivières glaciaires. L'itinéraire de base que les randonneurs peuvent suivre est :
1. Manali (2 000 m) - Batal (3 907 m) en voiture
2. Batal (3 907 m) - Randonnée Chandrataal (4 300 m)
3. Chandrataal (4 300 m) - Randonnée Tokpo Gongma (4 320 m)
4. Tokpo Gongma (4 320 m) - Randonnée de Tokpo Yongma (4 640 m)
5. Tokpo Yongma (4 640 m) - Baralacha La (4 900 m) - Manali

## Dans la culture
La légende raconte que Chandra, la fille de la Lune, et Bhaga, le fils du Soleil, décidèrent de monter au Bara-lacha La, en prenant des directions opposées, afin d'y célébrer leur union éternelle. Chandra, active et intelligente, atteignit Tandi après avoir couvert une distance de 115 km. Bhaga, intrépide, fut retrouvé en grande difficulté, dans les périlleuses gorges de Tandi, alors qu'il n'avait que 60 km à parcourir. Leurs retrouvailles faites, il fut procédé au mariage céleste.
Le col de Baralacha est mentionné dans le roman Kim de Rudyard Kipling. C'est l'endroit par lequel le lama, ami de Kim, passe quand il entre en Inde en provenance du Tibet pour.